# Dordogne (flod)

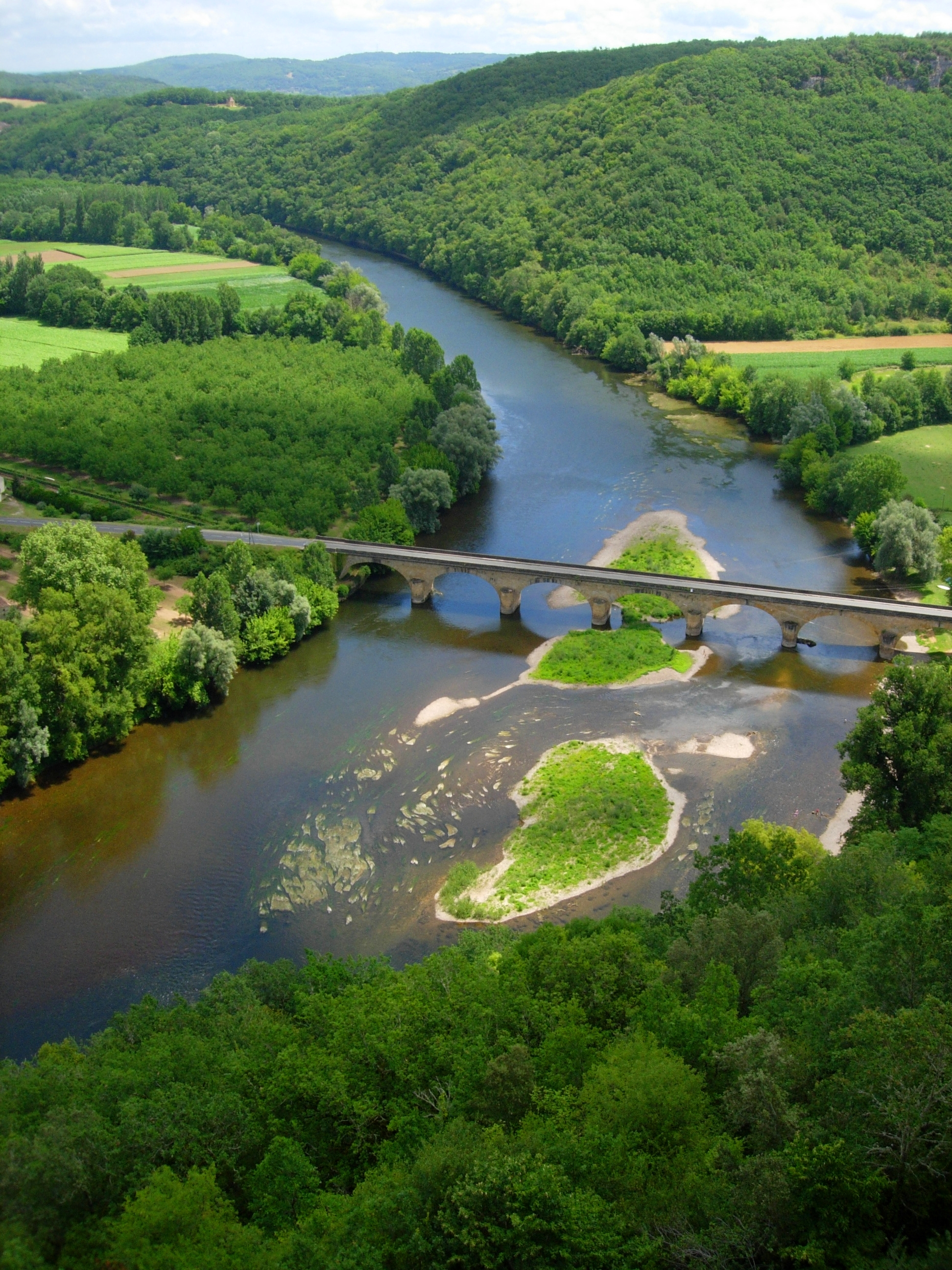
Dordogne i Périgord.

Dordogne är en flod i Frankrike. Den har sin källa norr om Puy de Sancy i Centralmassivet och förenar sig med Garonne i Girondeestuariet. Dordogne är 472 km lång, varav en sträcka på 267 km från mynningen är segelbar. I den övre delen finns många forsar, som till stor del är utbyggda till elkraftproduktion. Både i Dordogne och bifloderna i övre delen finns stora regleringsmagasin. De största bifloderna är Vézère och Isle som ansluter norrifrån i vattendragets nedre del.
Flodens källa ligger vid 1707 meter över havet i regionen Auvergne. I denna region är årsnederbörden ofta högre än 1250 mm och den består till stor del av snö. Vid orten Bort-les-Orgues ligger flodens största vattenkraftverk.
Det för hundraårskriget avgörande Slaget vid Castillon utkämpades på slätterna intill Dordognefloden.